# Lèxic culte
El lèxic culte és un tipus de registre que engloba mots definits com a cultes per raons evolutives o tècniques.
Els mots cultes poden provenir d'una llengua clàssica com el llatí o el grec, sense sofrir un canvi evolutiu important. També es poden considerar paraules cultes els tecnicismes, que són paraules que només es fan servir en branques concretes del coneixement i són molt específiques. Cal incloure dins dels mots cultes els llatinismes, que són expressions llatines que encara es conserven actualment com ara a priori.

## Ús
S'utilitza un vocabulari culte, ric en mots no usuals, en situacions i convencions d'un cert grau d'importància, de tipus polític, literari, i en àmbits científics i acadèmics… El vocabulari extremadament culte s'acostuma a utilitzar només amb paraules individuals, com les expressions arcaiques. L'ús de mots tècnics es pot emprar en certes tasques on l'ambient ho requereix per referència a certs elements que no posseeixen denominació col·loquial. Els cultismes i els llatinismes es poden emprar en converses formals.

## Origen
Segons l'origen podem classificar el vocabulari culte en:
- Cultismes, d'herència directa del llatí o el grec: mots adaptats de la llengua mare.
- Mots tècnics en especialització laboral, sovint neologismes: mots creats per una especialitat laboral, educativa…
- Llatinismes, expressions o paraules d'origen llatí que s'utilitzen mantenint el seu estat original.

## Exemples[calcitació]

### Mots arcaics
- De dèficit a deficiència (falta de…)
- Quelcom (alguna cosa)
- Hom (home o 1 És usat com a subjecte quan es vol significar que l'acció expressada pel verb és realitzada per una o més persones sense dir quines o 2. Sovint precedit d'un, Un o una, una persona qualsevol, de vegades la mateixa que parla.
- Car (ja que)
- Puix (conj Atès que, com que. Puix ell ho ha manat, caldrà fer-ho)
- Nogensmenys (no obstant)
- Ensems (juntament, alhora)
- Adduir (presentar, oferir)

(Es consideren paraules pertanyents al lèxic culte i en alguns casos són usades en l'actualitat)

### Tecnicismes
- Queloide: cicatriu hipertròfica provocada per l'excés de proliferació texitiva.
- Cefalàlgia: mal de cap.

### Llatinismes
- A priori: argument sense experiència prèvia
- Àlies: mot amb què es coneix una persona
- Etcètera: i altres coses